# 甘懷真
甘懷真（英語：Kan Huai-Chen；1963年1月1日—），中華民國歷史學家，國立臺灣大學歷史學博士，曾任國立臺灣大學歷史學系主任、國立臺灣大學文學院副院長，現為國立臺灣大學歷史系教授、臺大中華文化講座教授。

## 著作
- 《唐代家廟禮制研究》，臺北，臺灣商務印書館，1991-11。
- 《唐代京城社會與士大夫禮儀之研究》，臺灣大學歷史學研究所博士論文，1993-12。
- 《中國通史》，臺北，三民書局，1995初版、1997年再修訂，2005年再修訂。
- 《隋唐史》，臺北，空中大學，1997年，與高明士、邱添生、何永成合寫。
- 《中國文化史》（高中教科書），臺北，三民書局，2001。與簡杏如合寫。
- 《戰後臺灣的歷史學研究：1945~2000‧第三冊‧秦漢至隋唐史》（部分），台北，國家科學委員會，2004。
- 《皇權、禮儀與經典詮釋：中國古代政治史研究 （页面存档备份，存于）》，臺北，臺灣大學出版社，2004。（原由喜馬拉雅基金會於2003年出版。上海，華東師範大學出版社，2008年印行簡體字版。）
- 《傳統與現代的對話：一個史學的觀點》，台北，國科會人文及社會科學發展處策畫，時報文化公司，2006。
- 《選修歷史（上）》（高中教科書，含教師手冊一本），臺北，三民書局，2008。與金仕起、邱仲麟合著。
- 《天下的誕生：巫教、上帝與儒教國家》，台北，三民書局，2024。

## 外部連結
- 甘懷真的歷史教學與研究 （页面存档备份，存于）
- 甘懷真的台大網誌 （页面存档备份，存于）